# 沙克島

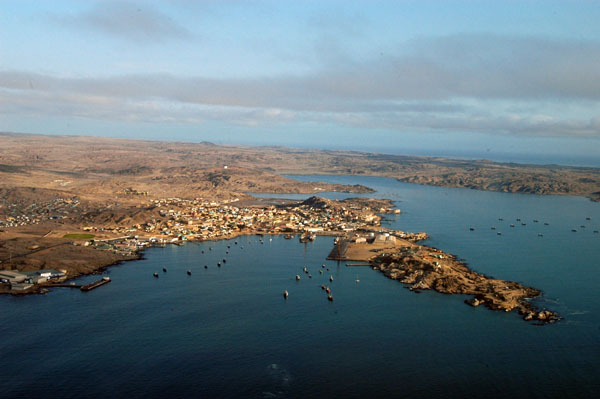

沙克島是納米比亞的島嶼，位於該國西南部的大西洋海域，毗鄰呂德里茨，屬於企鵝群島的一部分，長1.7公里、寬0.33公里，面積0.4平方公里，島上有燈塔、紀念碑和營地。
26°38′S 15°09′E / 26.633°S 15.150°E